# Scotoforo
Lo scotoforo è una miscela individuata da Johann Heinrich Schulze nel 1727, capace di annerire se esposta alle radiazioni elettromagnetiche emesse dal Sole.
Composta da gesso, argento e acido nitrico, è alla base dei primi disegni fotogenici creati da Thomas Wedgwood alla fine del Settecento (profiles).